# Christoph Förster
Christoph Förster, également appelé Johann Christoph Förster, Christoph Heinrich Förster ou Johann Christoph Friedrich Förster, né le 30 novembre 1693 à Bibra en Thuringe et mort le 6 décembre 1745 à Rudolstadt dans la Principauté de Schwarzbourg-Rudolstadt, est un compositeur, chef d'orchestre et violoniste allemand de la période baroque.

## Biographie
Christoph Förster naît le 30 novembre 1693 à Bibra en Thuringe, dans le Saint-Empire romain germanique,,,,,,.
Förster reçoit sa première formation musicale dans sa ville natale de Bibra auprès de l'organiste Pitzler,,. Il prend ensuite des leçons d'harmonie et de composition chez Johann David Heinichen à Weißenfels puis, après le départ de Heinichen pour l'Italie, il se perfectionne en contrepoint à Mersebourg sous la direction de Georg Friedrich Kauffmann, organiste et directeur de la chapelle de la cour du duché de Saxe-Mersebourg,,.
En 1717, il est engagé comme musicien de chambre, violoniste et compositeur dans l'orchestre de la cour de Mersebourg,,,.
Deux ans plus tard, il rend visite à son ancien maître Heinichen à Dresde,.
En 1723, il se rend à Prague pour assister aux fêtes données à l'occasion du couronnement de l'empereur Charles VI comme roi de Bohême : il y fait la connaissance de musiciens au service de l'empereur, à savoir les maîtres de chapelle Johann Joseph Fux et Antonio Caldara, le luthiste Francesco Bartolomeo Conti et plusieurs autres artistes,,.
Après la mort du duc Maurice-Guillaume de Saxe-Mersebourg en 1731, il se retrouve sans emploi et, en 1743, il décroche le poste de second maître de chapelle à Rudolstadt, poste qu'il occupe probablement jusqu'à sa mort,,.
Christoph Förster meurt le 5 ou le 6 décembre 1745 à Rudolstadt dans la Principauté de Schwarzbourg-Rudolstadt,,,,,,.

## Œuvre
Le musicographe François-Joseph Fétis souligne que la fécondité de Förster fut remarquable : il a composé plus de trois-cent œuvres, dont la plupart étaient des cantates et des symphonies ,.

## Enregistrement
- Oboe Concertos, œuvres de Johann Christoph Friedrich Förster (attr. Graun), de Johann Baptist Georg Neruda (attr. Graun), de Johann Gottlieb Graun et de Carl Heinrich Graun, par la Batzdorfer Hofkapelle avec Xenia Löffler au hautbois (Accent 24280, 2013)